# Pauropòdids
Els pauropòdids (Pauropodidae) constitueixen una família de pauròpodes.